# О’Кейн, Джон
Джон Эндрю О’Кейн (англ. John Andrew O'Kane; 15 ноября 1974) — английский футболист, защитник. Наиболее известен по выступлениям за английские клубы «Манчестер Юнайтед», «Эвертон», «Болтон Уондерерс» и «Блэкпул».

## Футбольная карьера
Воспитанник футбольной академии «Манчестер Юнайтед», любительский контракт с которой подписал 8 июля 1991 года. В 1992 году помог команде выиграть Молодёжный кубок Англии, обыграв в финальном матче «Кристал Пэлас». В той команде, помимо О’Кейна, сыграли будущие легенды «Манчестер Юнайтед» — Гари Невилл, Ники Батт, Дэвид Бекхэм, Райан Гиггз. 23 января 1993 года подписал с клубом профессиональный контракт. В основном составе «Манчестер Юнайтед» О’Кейн дебютировал 21 сентября 1994 года в матче Кубка Футбольной лиги против клуба «Порт Вейл» на стадионе «Вейл Парк».
В 1995 году отправился в краткосрочную аренду в «Уимблдон», сыграв за команду в Кубке Интертото. В дальнейшем выступал на правах аренды за «Бери» (дважды), «Рексем» и «Брэдфорд Сити». В составе «Манчестер Юнайтед» провёл 7 официальных матчей, последний — в ноябре 1996 года.
В январе 1998 года был продан в «Эвертон» за 400 тысяч фунтов. В оставшейся части сезона 1997/98 провёл за «ирисок» 12 матчей и помог команде остаться в Премьер-лиге. После увольнения Говарда Кендалла новый главный тренер «ирисок» Уолтер Смит не рассматривал О’Кейна как игрока основы. В 1999 году он отправился «Болтон Уондерерс» сначала на правах аренды, а затем на постоянной основе.
В сезоне 2000/01 помог «рысакам» выйти в Премьер-лигу. Однако по окончании сезона покинул «Болтон Уондерерс», перейдя в «Блэкпул», где провёл последующие два сезона. В сезоне 2001/02 помог команде выиграть Трофей Футбольной лиги.
С 2003 по 2006 год выступал за клуб «Хайд Юнайтед».

## Достижения
«Манчестер Юнайтед»
- Обладатель Молодёжного кубка Англии: 1991/92

«Блэкпул»
- Обладатель Трофея Футбольной лиги: 2001/02[6]

## Личная жизнь
У О’Кейна был диагностирован аутизм. В сентябре 2021 года он выпустил автобиографию под названием «Bursting the Bubble: Football, Autism and Me».